# Przymiarki, Hạt Świdwin
Przymiarki [pʂɨˈmjarki] (trước đây là Ankerholz của Đức) là một khu định cư ở khu hành chính của Gmina widwin, thuộc quận Świdwin, West Pomeranian Voivodeship, ở phía tây bắc Ba Lan. Nó nằm khoảng 6 kilômét (4 mi) về phía bắc Świdwin và 91 km (57 mi) về phía đông bắc của thủ đô khu vực Szczecin.
Trước năm 1945, khu vực này là một phần của Đức. Đối với lịch sử của khu vực, xem Lịch sử của Pomerania.